# نهر مويندو (كاليدونيا الجديدة)
نهر مويندو هو نهر في كاليدونيا الجديدة . تبلغ مساحته 125 كيلومترًا مربعًا. 